# Bleeding Through
Bleeding Through is een metalcore-band uit Orange County, Californië. De band is opgericht in 1999 en heeft sindsdien 8 albums uitgebracht. Momenteel staat de band onder contract bij SharpTone Records.

## Bezetting
| Huidige formatie - Brandan Schieppati – leidende vocalen (1999–2014, 2016, 2018–heden) - Brian Leppke - leidende gitaar (2018-heden), slaggitaar (2001-2014, 2016, 2018-heden) - Derek Youngsma – drums (2001–2014, 2016, 2018–heden) - Ryan Wombacher - bas, achtergrondvocalen(2002-2014, 2016, 2018-heden) - Marta Peterson – keyboard (2003–2014, 2016, 2018–heden) | Voormalige leden - Scott Danough – leidende gitaar (1999–2007, 2013–2014, 2016), slaggitaar (2013–2014) - Javier Van Huss – slaggitaar (1999) - Marc Jackson – bas (1999–2000) - Chad Tafolla – slaggitaar (1999–2001), bas (1999) - Troy Born – drums (1999–2001) - Vijay Kumar – bas (2000–2002) - Molly Street – keyboards (2000–2003) - Jona Weinhofen – leidende gitaar, achtergrondvocalen (2007–2009, 2014) - Dave Nassie – leidende gitaar (2009–2014) |

## Discografie

### Studioalbums
- 2001 - Dust To Ashes
- 2002 - Portrait Of A Goddess
- 2003 - This Is Love, This Is Murdurous
- 2006 - The Truth
- 2008 - Declaration
- 2010 - Bleeding Through
- 2012 - The Great Fire
- 2016 - Love Will Kill All

### Dvd's
- 2004 - This Is Live, This Is Murderous
- 2005 - Wolves Among Sheep

## Galerij

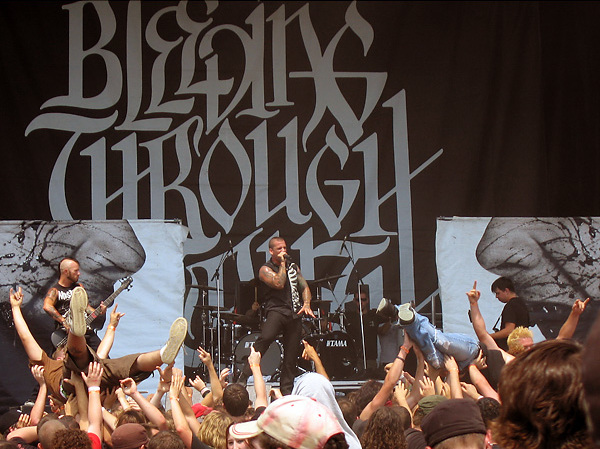
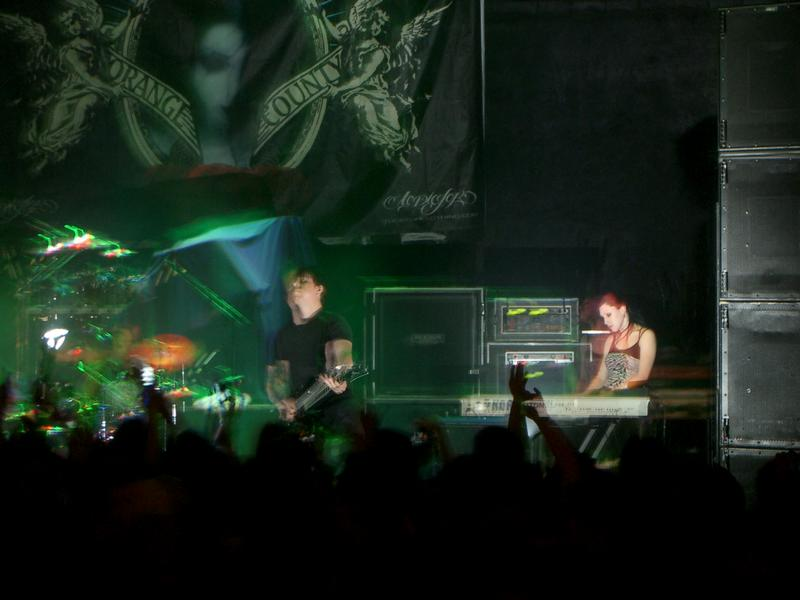
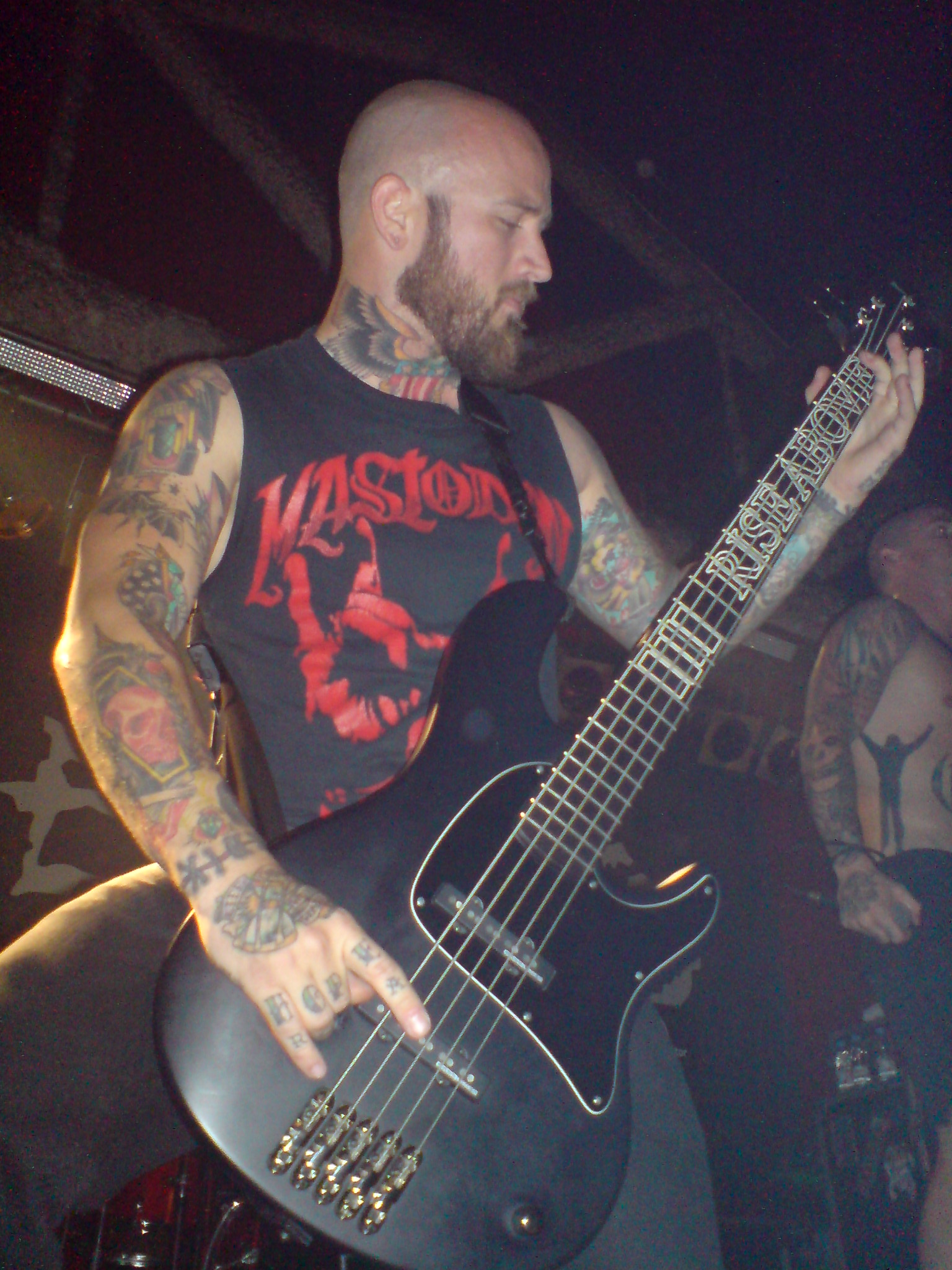
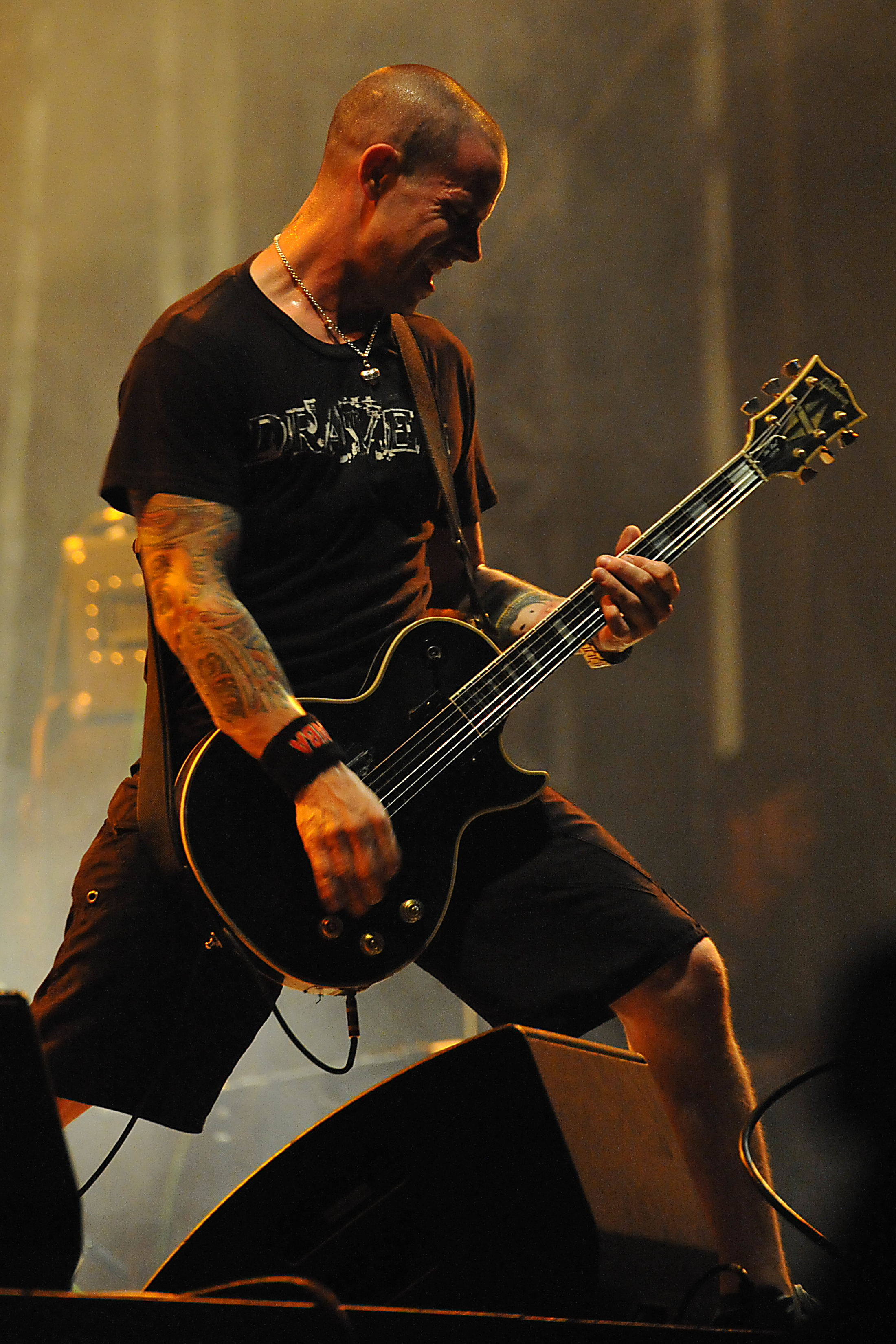
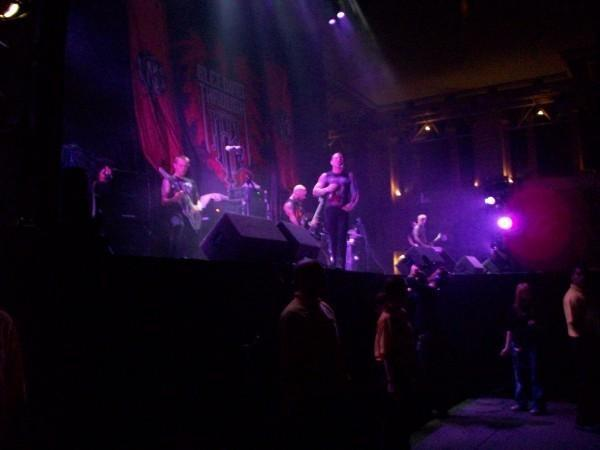